# Бели козаци на Балкану
Бели козаци на Балкану су војна лица козачких трупа и њихове породице, које су се налазиле у земљама Балканског полуострва током грађанског рата у Русији и након њега.

## Емиграција и пресељење на Балкан

### Евакуација Крима
Евакуација белих козака са Крима била је последњи и најмасовнији егзодус становништва са југа Русије. Завршен је скоро двогодишњи организовани процес емиграције значајног броја људи из Русије. Током три велика таласа пресељења, настала је руска група емиграната на Балкану, чији су значајан део чинили козаци. Овај процес је почео у априлу 1919. након пораза и повлачења француских интервенционистичких снага, које су се бориле заједно са антибољшевичким руским армијама против бољшевика током грађанског рата. Други талас емиграната појавио се на Балкану мање од годину дана касније, током периода од јануара до марта 1920. године, након пораза Оружаних снага јужне Русије под командом Антона Дењикина. Трећи талас миграција уследио је после пораза руске војске барона Петра Врангела и евакуације кримских лука у новембру 1920. године. Сви остали избеглички покрети на Балкану били су само унутрашње миграције. И након овог времена, мале групе руских емиграната ушле су у балканске земље, али се више не могу сврстати у организоване масовне таласе.
До пролећа 1919. године на територији Балканског полуострва живели су руски држављани. Међу њима су били:  
- Војно особље руске царске армије, међу њима је било много козака.
- Бивше дипломате Руске империје, на њихова плећа је пао терет одбране интереса избеглица пред владама балканских земаља.
- Руски војници који су се борили на Солунском и Румунском фронту.
- Избеглице које су напустиле Русију после октобарских догађаја 1917. године.

Не зна се тачан број представника ове четири групе. Већина њих се након грађанског рата вратила у домовину, а неки се селе у друге европске земље. Године 1918. било је отприлике 4.000 или 5.000 људи у Краљевини Срба, Хрвата и Словенаца. Међутим, касније је само мали део њих остао да живи у крањевини, тако да нема потребе говорити о формирању пуноправне руске дијаспоре у овој земљи. За то је било неколико разлога. Прво, многи бивши ратни заробљеници вратили су се у Русију након завршетка Првог светског рата. Друго, након револуције и грађанског рата, они који су одлучили да емигрирају из Русије радије су се настанили у стабилнијим, богатијим и економски развијеним земљама Европе и САД. Краљевина СХС, формирана децембра 1918. године, није имала висок животни стандард, а исељеници су је напуштали у потрази за бољим животом у Западној Европи и Северној Америци.

### Други талас миграната
Масовно пресељење из Русије почело је и пре евакуације Врангелове војске. Прва велика група избеглица, која је бројала од 15 до 20 хиљада људи, напустила је Русију током евакуације Одесе у априлу 1919. године. Разлог за то био је неуспех француске интервенције на југу, која је почела 19. децембра 1918. године. Цивиле и војна лица која нису хтела да остану у Одеси француска команда је евакуисала у три правца: у Новоросијск ка Дењикину, у луку Констанца у Румунији и за Цариград. У Цариград је стигло неколико хиљада људи. Неки од послатих на Балкан у јесен 1919. прешли су у Краљевину СХС и Бугарску (1 600 и 1 000 људи). Према речима српског истраживача Мирослава Јовановића, ову групу досељеника одликовала су висока миграциона кретања. Почетком двадесетих година прошлог века на Балкану их је остало свега неколико стотина.

### Први талас миграната
Дана 7. фебруара 1920. године почела је евакуација Дењикинове добровољачке војске. Њене јединице су евакуисане из Новоросијска и из других градова, укључујући Одесу. У јануару 1920. владе Краљевине СХС и Бугарске пристале су да угосте избеглице из јужне Русије. Влада Београда је 24. јануара одлучила да прими 8 000 избеглица. Бугарске власти су 9. фебруара донеле сличну одлуку. Краљевина СХС је основала посебан Државни комитет, а у Бугарској је створен Руско-бугарски културни и добротворни комитет на чијем је челу био бугарски митрополит Стефан.
Пребацивање људи почело је одмах након доношења политичких одлука. У јануару је 25.000 људи евакуисано кроз луку Варна у Бугарску, међу њима и студенти Донског кадетског корпуса. Прве групе овог миграционог таласа појавиле су се у Југославији крајем јануара. Превезени су кроз грчку луку Солун, а затим возом кроз Ђевђелију.
Избеглице су послате и у Костантинопољ и на медитеранска острва Лимнос, Кипар и Принчевска острва. Група од 6.000 избеглица била је смештена у британским војним камповима у Египту.
Следећа фаза у спасавању Дењикинове војске била је евакуација Новоросијска 26-27. марта 1920. године. Као и претходна два месеца, избеглице су евакуисане у истим правцима: у Југославију, Бугарску и Костантинопољ, део људи смештен је на медитеранска острва и Египат. Истовремено, већина трупа је пребачена на Крим да попуни Врангелове снаге. Из овог таласа, до лета 1920. године, у Југославију је прешло између 7.000 и 8.000 људи.

### Ситуација пре масовног пресељења
Следећи и коначни талас пресељења била је евакуација Врангелове војске са Крима. У новембру 1920. на Босфору је било концентрисано 126 бродова који су превозили око 100 хиљада војних званичника и 50 хиљада цивила, укључујући 20 хиљада жена и 7 хиљада деце. Са Крима је евакуисано више од 6 хиљада рањених.

По споразуму између врховног команданта и француског високог комесара на југу Русије, грофа де Мартела, сва лица евакуисана са Крима су под заштитом Француске Републике. У замену, француска влада узима руску тонажу као залог. Од евакуисаних, око 60 хиљада су били редови руске војске, распоређени у посебне логоре уз очување војне организације и напуштање и очување неког наоружања.

По доласку у Костантинопољ, барон Врангел је себи поставио одређене задатке, нпр. обезбедити склониште и храну свим људима који су напустили Крим, обезбедити им медицинску негу, одржати борбену ефикасност руске војске и потом је пребацити у пријатељске словенске земље.
Главни војни контингент одређен је у четири логора: у Галипољу под командом пешадијског генерала Кутепова, у Чаталџију под командом генерал-потпуковника Абрамова, на острву Лимнос под командом генерал-потпуковника Фостикова и у Безертеу под командом вице-адмирала Кедрова, где је руској армији послата ескадрила и поморски кадетски корпус.

## Бели козаци у Југославији
Године 1923. број Козака у Краљевини СХС процењен је на приближно 5.000 људи, од којих је око 3.500 било из кубањске области. 
У мају 1921. године отпочео је прелазак козака са Галипоља у Бугарску и Србију.
У првом транспорту, преко Солуна и српске граничне тачке Ђевђелије, дана 1. јула 1921. године стигли су инжењеријски пукови Донског и Кубанског корпуса (заједно са пуком Првог армијског корпуса, укупно 4.000 војника). Они су распоређени у штаб Министарства грађевина и упућени на изградњу стратешких путева: Врање-Босилеград (касније је овај пут постао познат као „Руски пут“); Гостивар-Дебар, Косовска Митровица-Рашка, Штип-Кочане. Од 1926. године воз козака је радио у рудницима пирита у околини Доњег Милановца, на руднику Кленовик код Пожаревца, затим је радио на изградњи пруга Краљево-Рашка и Мала Крсна-Топчидер. Донски козаци су градили пруге у Бихаћу, Босанској Крупи, а касније, заједно са кубанским, пругу Ормож–Љутомер–Птуј у Словенији.
У другом транспорту 9. јула 1921. стигле су главне јединице Кубанске козачке дивизије, редови Главног генералштаба и Гардијске дивизије генерала Врангела. Запорошки козачки ескадрон 3. пука Кубанске дивизије положио је пругу Ниш-Књажевац, ескадриле Кубанских гардиста сакупљале су трофеје на ратиштима Првог светског рата код града Битоља и неко време служиле у саставу граничних трупа земље. По завршетку изградње пруге у Словенији, Кубанска гардијска дивизија (око 250 козака) 1924. године се трајно сели у северне крајеве земље у градове барањске и славонске области. На новом месту, досељеници су у пуном саставу ступили у службу барона Виктора Гутмана у шећерани имања Бранино Брдо код Белог Манастира, у Белишћу и на чувеном државном имању „Беље”. 
Дана 8. децембра 1921. Николајевска коњичка школа, у саставу Техничког пука, који је до тада био реорганизован у батаљон, и покретни одред Црвеног крста кренули су за Србију преко Солуна. А 15. децембра последњи воз којим је командант корпуса и његов штаб кренуо за Бугарску укрцан је на пароброд Ак-Дениз. У Галипољу, чекајући отпрему у Србију и Мађарску, остао је део техничког батаљона и пука за обуку официра коњице, консолидовани у „Одред руске армије у Галипољу” под командом генерал-мајора З. Мартинова.
Период боравка руске војске у Галипољу окончан је одласком „последњих Галипољаца” 6. маја 1923. године из одреда генерала Мартинова у Србију, где су постали путари у Краљеву.
Године 1921. Козаци у Краљевини СХС почињу да стварају удружења, која су добила називе села, насеља или имања. Једно од највећих било је београдско генералкозачко село названо по Петру Краснову, основано децембра 1921. године и бројало је 200 људи. Запажено је било село Есауловскаја у селу Томашевац (атаман В. Алферов). Села су уједињавала козачко становништво које је живело у једном или оближњим насељима. У новим селима козацима је било лакше да заједно чувају културу и традицију, ослањајући се на међусобну помоћ и имајући своје канцеларије за запошљавање, козаци су брзо решили материјалне проблеме. Заједно су бранили своје интересе, друштва су бринула о болеснима, старима и деци. Свако село је имало своје школе, курсеве и занатске радионице. Козаци су заједно учили, заједно су славили верске и војне празнике.
Козаци су по правилу остајали заједно: на пример, у Војводини је настало око 30 насеља, села и имања. У областима суседним другим државама, козаци су вршили граничну службу, али су се углавном бавили занатима, пољопривредом, узгојем коња, а често су организовали такмичења и јахање. У Југославији су излазиле књиге о историји козака, излазиле су козачке новине.
У јесен 1921. године бивши дон Атаман генерал Краснов је апеловао на козачке избеглице да организују села и фарме са називима који одговарају месту њиховог пребивалишта. Козаци су прилично брзо реаговали на овај предлог, сматрајући да ће оживљавање њихове уобичајене административне организације олакшати борбу за егзистенцију. Дон Атаман генерал Богајевски, видевши свог ривала у Краснову, у почетку није подржао ову идеју. Међутим, видевши да су козаци, посебно у Краљевини СХС, почели једногласно да преименују своје колоније у имања и села, као и да бирају сеоске атамане, он је децембра 1921. својом наредбом овоме дао законски основ да би ојачао своју позицију „првог међу једнакима“ војних атамана, дозволио је пријем становника Кубана, Терета и Астрахања у насеља и села Дона.
Штаб руске армије, генерал Врангел и команда козачких јединица уложили су много напора да организују војне ћелије по имањима и селима како козаци не би изгубили везу са јединицама.
Пошто су козаци наставили да се активно крећу с места на место у потрази за послом, разноликост козачких јединица се повећавала. У овој ситуацији, Богајевски је примарну пажњу посветио организовању строге регистрације козака од стране сеоских атамана. Тако је настојао да одржи бар привид војне силе под својом командом, коју чине козаци који су напустили своје јединице, али су били уједињени у чисто козачке организације.
Са козацима је у Краљевину СХС стигло и неколико стотина Калмика из донских степа. Послани су у руднике Сењу, где су градили пут, касније се већина преселила у Мали Мокри Луг, остале групе су отишле у банатско село Црепаја и у град Параћин, где су почели да раде у фабрици. Председник Калмичке колоније у Србији био је пуковник Абуша Алексејев. Ова етничка заједница је 1929. године подигла сопствени будистички храм, једини у Европи, и задржала солидност у емиграцији. Скоро сви београдски Калмици су се 1942. преселили у банатско село Дебељача, а одатле су евакуисани на запад железницом септембра 1944. године.
Двадесете године прошлог века одликују се миграцијама руских избеглица из Краљевине СХС у индустријализоване земље Европе, пре свега у Француску и Белгију. Највеће и најпознатије пресељење Козака уследило је маја 1929. године у Перу. Неколико стотина козака, углавном Кубана, отишло је под вођством генерал-мајора Ивана Павличенка. Из Новог Сада је повео своју групу козачких коњаника, заједно са дувачким оркестром и играчима.
Србија је до 1941. године била центар кубанских и терских козака у туђини. Вођа кубанских козака у Србији био је генерал Науменко, а терских козака атаман Вдовенко. Вођа донских козака Богајевски преселио се у Париз далеке 1923. године. Због учешћа Козака у рату на страни Немачке и преласка Југославије под комунистичку контролу, многе козачке вође су или емигрирали даље на Запад (Науменко) или су предати совјетским властима и потиснути (Вдовенко, Соломахин). Међутим, део Козака је после рата наставио да живи у Југославији.

## Бели козаци у другим земљама

### У Албанији
Године 1924. у Албанији се десио државни удар Ахмета Зогуа у коме су активно учествовали козаци и други емигранти из Русије. Године 1926. распуштена је руска гарда албанског владара, али је војницима ове јединице загарантована доживотна пензија. Тек после заузимања Албаније од стране Италије 1939. године, козаци су се вратили у Србију и придружили се јединицама Краснова. Дакле, у Албанији није формирана пуноправна заједница. 

### У Бугарској
Донска влада у егзилу 10-11. септембра 1922. године у Софији одржала је састанак сеоских атамана како би развила одређене мере за спречавање повратка Козака у отаџбину. На састанку је, између осталог, одлучено да се отвори мрежа кантина за козаке. Донски писац Харламов, који је стигао из Париза на конгрес, био је замољен да уређује лист „Козачка Дума”. Новембра 1921. донски козаци су чинили већину руских избеглица у Бугарској.
У Бугарској, до краја 1920-их, није било више од 10 села (Бургас, Софија, Уст-Ломскаја, итд). Једно од најбројнијих било је село Калединскаја у Анхијалу (атаман пуковник Каравајев), формирана 1921. године, где је живело 130 људи. Десет година касније у њему је остало само 20 људи, а 30 је отишло у Совјетску Русију. Још један пример смањења броја козака у земљи је Бургаско козачко село, формирано 1922. године. Ако је у време формирања у њему живело око 200 људи, онда је до краја 1920-их бројао не више од 20 људи, а половина првобитног састава се вратила кући.
Друштвени живот козачких села и имања у Бугарској састојао се од помоћи инвалидима, као и у одржавању војних и традиционалних козачких празника.
Међу козацима у Бугарској био је значајно развијен културни живот. Софијско козачко село састојало се од имања: студентских и инвалидских. Културно-просветни живот села био је један од приоритета. Козаци софијског села редовно су организовали предавања, састанке, састанке и концерте. Оне су се одвијале у читаоницама које су посебно организоване за ове сврхе. Они који су желели могли су да набаве литературу за коју су били заинтересовани. У Бугарској је такође почело са радом неколико кубанских школа, у којима су се школовала деца козака и емиграната из Русије. Касније су, у вези са захтевима бугарске стране за обједињавањем образовних програма, претворене у пољопривредне школе. У Бугарској су, због недостатка државних субвенција које су постајел у Србији и имајући у виду велики број деце школског узраста, јединице војске о свом трошку одржавале фискултурну салу за 150 деце (углавном сирочади), и интернат за 60 деце у Варни.
Вођа козака у Бугарској Кутепов живео је од 1921. до 1922. године у Великом Трнову, где се налазио штаб корпуса и много је путовао по земљи са инспекцијама појединих војних јединица. Касније, у вези са оптужбама Врангелових официра за заверу против пољопривредне владе Александра Стамболијског, он је протеран из земље.

### У Грчкој
У Грчкој су козаци створили село Пиреј. Нису се консолидовали на одређеном месту, али су се, изучавајући језик, занате и организовали сопствени посао, многи козаци раселили по земљи.  Они који су остали у Пиреју ујединили су се под вођством капетана Голубова у козачку групу, која је почела да расте крајем 1920-их, али није могла да се формира у село. Многи козаци, првенствено официри, могли су да нађу посао у популарним и квалификованим професијама: инжењери, механичари, цртачи, геодети, лекари. Обични козаци су се углавном бавили трговином, а служили су и као инструктори јахања у грчкој војсци. 